# Deskorolka

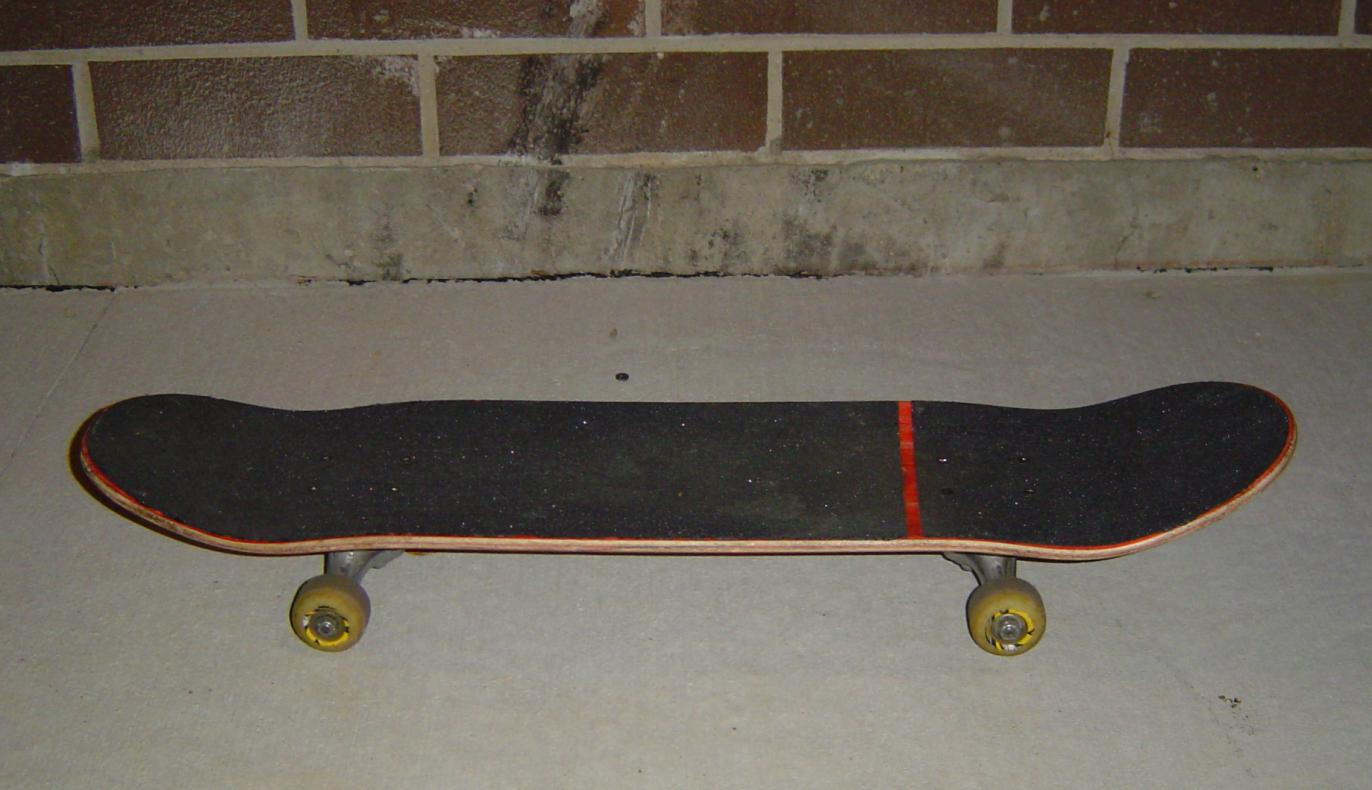
Deskorolka

Deskorolka (ang. skateboard) – deska wykonana ze sklejki (zwykle 7-warstwowej) pokryta papierem ściernym (grip), posiadająca 4 kółka i 8 łożysk mocowanych do dwóch trucków (osiek) używana do rekreacji, oraz wykonywania ewolucji. Deskorolka pojawiła się w Kalifornii w latach 50. XX wieku, kiedy to entuzjaści surfingu doczepili do desek kółka, żeby móc szlifować technikę surfowania na suchym podłożu.
Później deskorolka zmieniła swoją postać. Nie tylko w kształcie, ale również w materiałach używanych do jej produkcji. Współcześnie wykorzystywane są elementy z metalu, plastiku, drewna, a nawet włókna szklanego. Deskorolki w przeszłości miały często tylko jedną warstwę drewna oraz kształt zbliżony do deski surfingowej z lekkim wygięciem. Kółka były trochę większe niż w dzisiejszych deskorolkach i były zwykle zrobione z aluminium. Trucki (ośki) również były większe i mniej wytrzymałe. Ogromny wkład w dzisiejsze deskorolki miał Rodney Mullen, który wymyślił wiele ewolucji takich jak kickflip, heelflip czy 360 flip.

## Budowa deskorolki

### Blat
Blat jest głównym elementem deskorolki, który zapewnia miejsce na nogi. Pokryty jest papierem ściernym – jest to tak zwany grip, który powoduje zwiększenie przyczepności nóg na desce. Blaty początkowo były pojedynczym kawałkiem drewna. Aktualnie są one robione ze sklejki (najczęściej wykonanej z drewna klonu kanadyjskiego). Czasem do konstrukcji decka włączane są inne materiały, takie jak włókno szklane, włókno węglowe czy kevlar, aby zmniejszyć wagę blatu i zwiększyć jego wytrzymałość.
Deck obecnie ma szerokość 19–23 centymetrów. Szersze Blaty są zwykle bardziej przydatne dla skaterów, którzy jeżdżą na vercie. Takie blaty cechuje większa sterowność i stabilność podczas zjazdu ze stromych zboczy oraz po ścianach half-pipe’ów. Węższe blaty są przeznaczone dla ulicznych skaterów, którzy wolą wykonywać triki bardziej nacechowane techniką. Szeroka deska często utrudnia wykonanie takich trików.

### Trucki

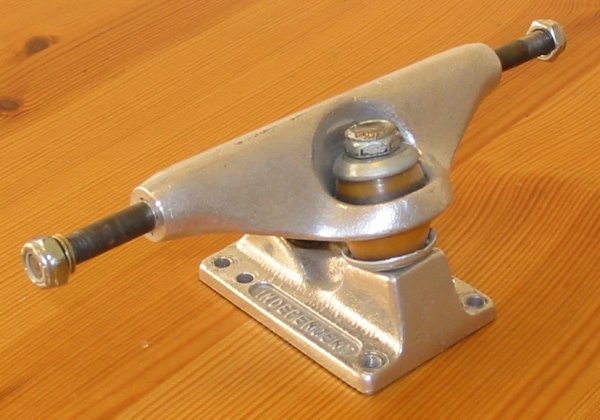
Truck deskorolki

Truck to element umożliwiający montaż kółek do deski oraz kierowanie nią przez pochylenie w stronę, w którą chce się skręcić. Do blatu przyłączane są dwa metalowe trucki(stop aluminium, czasem z dodatkiem magnezu – w środku ze stalową osią), które łączy się z kółkami.
Trucki są złożone z dwóch części. Górna część trucka, przytwierdzana do blatu, nazywana się baseplate, a poniższa to hanger. Pomiędzy baseplate a hangerem znajdują się bushingi, gumowe elementy, które zapewniają elastyczność przy skręcaniu deskorolką. Śruba o nazwie kingpin przytrzymuje te części razem. Pokręcając tą śrubą zmieniamy sztywność deski.

### Kółka
Kółka są zakładane na trucki z wykorzystaniem łożysk i tulejek dystansowych. W większości deskorolek są wykonane z poliuretanu lub innego tworzywa sztucznego. Większe rozmiary kółek ułatwiają jazdę na rampie oraz są mniej wrażliwe na nierówności podłoża. Mniejsze średnice ułatwiają triki typu grind i zmniejszają wagę deskorolki lecz także zmniejszają prędkość maksymalną. W latach 80. był pełny asortyment kółek o różnej twardości (twarde do jazdy na rampie, średnie do jazdy ulicznej i miękkie do slalomu) – obecnie większość kółek ma zbliżoną twardość oscylującą w okolicach 100A.

### Łożyska
W każdym kółku znajdują się dwa łożyska toczne rozdzielone tulejką dystansową. Łożyska produkowane wyłącznie do deskorolek i rolek są klasyfikowane według skali ABEC, której wartościami są liczby od 1 do 9 (nieparzyste). Wyższa klasyfikacja według skali ABEC odpowiada wyższemu stopniowi precyzji. Określa się tym samym stopień ślizgu łożyska – im większa liczba tym mniejszy opór wewnątrz spowodowany mniejszą ilością kulek i wypełniającym je smarem. Najczęściej spotykane są łożyska ABEC5 i ABEC7.
Często stosuje się też znacznie trwalsze i dokładniejsze zwykłe łożyska maszynowe o oznaczeniu 608Z.

### Podkładki pod trucki
Podkładki są umieszczane pomiędzy blatem a truckiem, aby amortyzowały uderzenia o podłoże. Dzięki temu zmniejsza się prawdopodobieństwo, że blat ulegnie zniszczeniu. Podkładki nie są niezbędną częścią deskorolki; są rzadko stosowane a praktyczna przydatność jest znikoma.

### Śruby
Śruby (tzw. montażówki) trzymają razem blat, oraz trucki. Niektórzy skaterzy kolorują pary śrubek (można je również kupić), aby łatwiej było im odróżnić, która strona deskorolki to tail (tył). Montażówki mają różne długości, które są dopasowywane do grubości decku. Różnią się również otworem na narzędzie. Niektóre montuje się za pomocą klucza imbusowego, inne zaś na zwykły śrubokręt tzw. krzyżak.

### Grip – papier ścierny
Papier ścierny, który przykleja się na górną część blatu, jest najczęściej samoprzylepny. Dostępny w wielu kolorach i wzorach. Niektórzy skaterzy wycinają lub malują na gripie pasek lub wzorek, aby mogli łatwiej odróżnić, gdzie znajduje się tail.
Papier ścierny na górze deski pomaga też utrzymać nogi w jednym miejscu, by nie przesuwały się podczas jazdy i robienia tricków.

### Dawniej używane części
Slidery: Wąskie plastikowe paski przymocowywane pod blatem wzdłuż krawędzi. Były popularne wśród vert skaterów, którym ułatwiały przytrzymywanie deski podczas wykonywania trików w powietrzu. Powodowały również większy poślizg na dolnej warstwie decka, chroniąc tym samym deck przed zarysowaniem podczas wykonywania slide'ów. Większość skateboarderów już nie używa raili ze względu na małą przydatność i kłopot z montażem. W latach 90. zastąpiono je Everslickiem czyli pokryciem spodniej warstwy deski plastikową powłoką – taka sama powłoka stosowana jest w snowboardach.
Copery: Plastikowe nakładki na hangery trucka, zapewniające większy poślizg podczas wykonywania grindów. Zostały wymyślone w czasie, gdy street skating był w początkowej fazie swojego istnienia. Copery nie były bardzo popularne ze względu na małą trwałość.
Leppery: Plastikowe pokrycia mocowane w środku trucka, okrywające kingpin i baseplate. Ich przeznaczeniem było zapobieganie zatrzymywaniu deskorolki, gdy truck uderzy w jakąś przeszkodę. Pomysł zarzucono bo nie były przydatne.
Nose guardy: Plastikowe "zderzaki" nakładane na nose (przód) deskorolki. Ich celem była ochrona decka przez zniszczeniami przy uderzeniu o przeszkody.
Tail bone'y lub tail guardy: Kawałki plastiku przymocowane na tailu deskorolki. Ich celem była osłona taila przed zużyciem podczas skoków i hamowania. Tailbone utrudniał wykonywanie ollie i kilka innych trików tail bone'y są dzisiaj bardzo rzadkimi akcesoriami.

## Korzystanie z dróg w Polsce
Od 20 maja 2021 korzystanie z deskorolek w Polsce jest uregulowane przez ustawę Prawo o ruchu drogowym. Deskorolki zaliczają się do typu urządzeń wspomagających ruch (UWR). Osoba poruszająca się na deskorolkach jest obowiązana korzystać z chodnika, drogi dla pieszych lub drogi dla rowerów, poruszając się na drodze dla rowerów obowiązuje ruch prawostronny. Korzystając z chodnika albo drogi dla pieszych, jest obowiązana poruszać się z prędkością zbliżoną do prędkości pieszego, zachować szczególną ostrożność, ustępować pierwszeństwa pieszemu oraz nie utrudniać jego ruchu.
Osoba poruszająca się po drogach i chodnikach jest obowiązana:
- poruszać się z prędkością zapewniającą panowanie nad tym urządzeniem, z uwzględnieniem warunków, w jakich ruch się odbywa;
- przy wymijaniu zachować bezpieczny odstęp od wymijanego pojazdu lub uczestnika ruchu;
- przy omijaniu zachować bezpieczny odstęp od omijanego pojazdu, uczestnika ruchu lub przeszkody;
- przed wyprzedzaniem upewnić się, czy ma dostateczne miejsce do wyprzedzania bez utrudnienia komukolwiek ruchu;
- zbliżając się do przejścia dla pieszych, zachować szczególną ostrożność i ustąpić pierwszeństwa pieszemu znajdującemu się na przejściu.

Ponadto Kodeks drogowy zabrania użytkownikom UWR:
- poruszania się w stanie nietrzeźwości, w stanie po użyciu alkoholu lub środka działającego podobnie do alkoholu;
- przewożenia innej osoby, zwierzęcia lub ładunku;
- ciągnięcia pojazdu lub ładunku;
- czepiania się pojazdów;
- poruszania się tyłem[2].